# Teresa Gomis de Barbarà
Teresa Gomis de Barbarà (Reus, 20 de març de 1949) és una política catalana, regidora municipal i diputada al Congrés dels Diputats en la X legislatura.
És llicenciada en Ciències Exactes per la Universitat de Barcelona, ha estat professora de matemàtiques a l'Institut Joan Guinjoan, de Riudoms, i a l'Institut Gaudí, de Reus, i també professora de matemàtiques a la Universitat de Barcelona i de Bioestadística a la Facultat de Medicina i Ciències de la Salut de la Universitat Rovira i Virgili.
A les eleccions municipals espanyoles de 2003, 2007 i 2011 fou escollida regidora i primera tinenta d'alcalde a l'Ajuntament de Reus pel grup de Convergència i Unió. Va ser detinguda el 28 d'abril del 2015 en el marc del macro-procés cas Innova que investiga el jutjat número 3 de Reus, el qual està sota secret de sumari i ja suma més de mig centenar d'imputats relacionats amb la corrupció en la gestió de la sanitat pública catalana.
Malgrat estar imputada en el cas Innova, el juliol de 2015 va substituir en el seu escó Jordi Jané i Guasch, elegit diputat per Tarragona a les eleccions generals espanyoles de 2011. Va rebre pressions del seu propi partit perquè no acceptés el càrrec. Va ser vocal de la comissió de Peticions del Congrés dels Diputats.